# Hermann Dembowski
Hermann Dembowski (* 20. November 1928 in Carlshof, Kreis Rastenburg; † 31. Oktober 2012 in Bonn) war ein deutscher evangelischer Theologe und Hochschullehrer.

## Leben
Hermann Dembowski wuchs in Carlshof als Sohn des Leiters der dortigen diakonischen Anstalten auf. Nach Flucht und Abitur studierte er ab dem Sommersemester 1947 Evangelische Theologie an den Universitäten Marburg, Göttingen und Basel. 1953 wurde er in Göttingen mit einer Dissertation über das Johannesverständnis der Origenes zum Dr. theol. promoviert. Nach Abschluss seines Studiums wurde er zum Pfarrer der Evangelischen Kirche von Kurhessen-Waldeck ordiniert, schlug aber die akademische Laufbahn ein.
1967 habilitierte er sich an der Universität Bonn und lehrte hier Systematische Theologie bis zu seiner Emeritierung 1994.
Er war Ephorus des Iwand-Hauses und von 1987 bis 2003 Vorstandsmitglied der Internationalen Bonhoeffer-Gesellschaft Deutschland.

## Schriften (Auswahl)
- Das Johannesverständnis des Origenes. Göttingen 1952 (Dissertation, Universität Göttingen, 7. März 1953).
- Grundfragen der Christologie. Erörtert am Problem der Herrschaft Jesu Christi (= Beiträge zur evangelischen Theologie. Bd. 51). Kaiser, München 1969 (Habilitationsschrift, Universität Bonn, 1967); 2. Auflage 1971, ISBN 3-459-00124-0.
- Karl Barth, Rudolf Bultmann, Dietrich Bonhoeffer. Eine Einführung in ihr Lebenswerk und ihre Bedeutung für die gegenwärtige Theologie. Neukirchener Verlag, Neukirchen-Vluyn 1976, ISBN 3-7887-0475-6; 2. Auflage. CMZ, Rheinbach 2004, ISBN 3-87062-064-1.
- Menschliches Leiden und der dreieinige Gott. Imba, Freiburg (Schweiz) [1979], ISBN 3-85740-078-1.
- Einführung in die Christologie. Mit einem Beitrag von Wilhelm Breuning. Wissenschaftliche Buchgesellschaft, Darmstadt 1976; 2. Auflage 1987; 3. Auflage 1993, ISBN 3-534-06353-8.
- Gott im Wort. Ein Versuch zur Rede von Gott. In: Werner Licharz (Hrsg.): Wie können wir heute verantwortlich von Gott reden? (= Arnoldshainer Texte. Band 8). Haag und Herchen, Frankfurt am Main 1982, ISBN 3-88129-561-5, S. 40–276.
- Wahrer Gott und wahrer Friede. Aufsätze und Vorträge zwischen Ost und West. Hrsg. von Heino Falcke und Henning Schröer. Evangelische Verlagsanstalt, Leipzig 1995, ISBN 3-374-01569-7.